# Сьверклянець (гміна)
Гміна Сьверклянець (пол. Gmina Świerklaniec) — сільська гміна у південній Польщі. Належить до Тарноґурського повіту Сілезького воєводства.
Станом на 31 грудня 2011 у гміні проживало 11439 осіб.

## Територія
Згідно з даними за 2007 рік площа гміни становила 44.26 км², у тому числі:
- орні землі: 29.00%
- ліси: 47.00%

Таким чином, площа гміни становить 6.89% площі повіту.

## Населення
Станом на 31 грудня 2011:
| Опис     | Загалом | Загалом | Чоловіки | Чоловіки | Жінки | Жінки |
| -------- | ------- | ------- | -------- | -------- | ----- | ----- |
| одиниця  | осіб    | %       | осіб     | %        | осіб  | %     |
| все      | 11439   | 100     | 5570     | 48.69    | 5869  | 51.31 |
| міське   | 0       | 100     | 0        |          | 0     |       |
| сільське | 11439   | 100     | 5570     | 48.69    | 5869  | 51.31 |

## Сусідні гміни
Гміна Сьверклянець межує з такими гмінами: Бобровники, Мястечко-Шльонське, Ожаровіце, Радзьонкув, Тарновські Ґури.